# Christopher R. Cooke
Christopher Randall Cooke (ur. 8 listopada 1973 w Meadowbrook) – amerykański duchowny katolicki, biskup pomocniczy Filadelfii od 2024.

## Życiorys
Święcenia kapłańskie otrzymał 20 maja 2006 i został inkardynowany do archidiecezji Filadelfii. Przez kilka lat pracował jako wikariusz parafialny. W 2013 został skierowany do pracy w filadelfijskim Seminarium św. Karola Boromeusza i został ojcem duchownym tej uczelni. W 2021 został mianowany dziekanem seminarium.
8 grudnia 2023 papież Franciszek mianował go biskupem pomocniczym diecezji Filadelfii ze stolicą tytularną Malliana. Sakry udzielił mu 7 marca 2024 arcybiskup Nelson Perez.